# Johan Peter Aagaard
Johan Peter Aagaard (* 3. Mai 1818 in Odense; † 22. Mai 1879 in Kopenhagen) war ein dänischer Formschneider (Xylograph).
Er war Sohn des Schuhmachermeisters Ole Pederson Aagaard (1792–1865) und der Anna Ursula Thrane, geb. Winchler (1794–1872) sowie älterer Bruder des Landschaftsmalers Carl Frederik Aagaard. Zunächst übte er den Beruf seines Vaters aus, ging 1839 nach Kopenhagen und erlernte dort bei Andreas Flinch die Holzschneidekunst. 1842 bis 1847 stellte er einige xylographische Blätter auf Schloss Charlottenborg aus. 1849 gründete er mit Axel Theodor Kittendorf (19. Oktober 1821 – 8. März 1868) die Firma Kittendorf & Aagaard, die ein Atelier für Xylographie darstellte. Aagaard arbeitete häufig mit Chemitypie, schuf viele Buchillustrationen und trug mit seinem Geschäftspartner wesentlich zur Verbreitung der Xylographie in Dänemark bei.
Am 14. August 1852 heiratete Aagaard in Kopenhagen Ulrikka Gustafva Rydberg (1818–1898), Tochter des Schmieds Carl Asmund Rydberg. Nach dem Tod Kittendorfs 1868 führte er das bisher gemeinsame Geschäft allein weiter und betrieb in seinen letzten Jahren vor allem einen Kunstobjekthandel. 1876 erhielt er die goldene Verdienstmedaille für künstlerische Wirksamkeit. 1879 starb er im Alter von 61 Jahren in Kopenhagen.